# 美國駐大韓帝國公使館

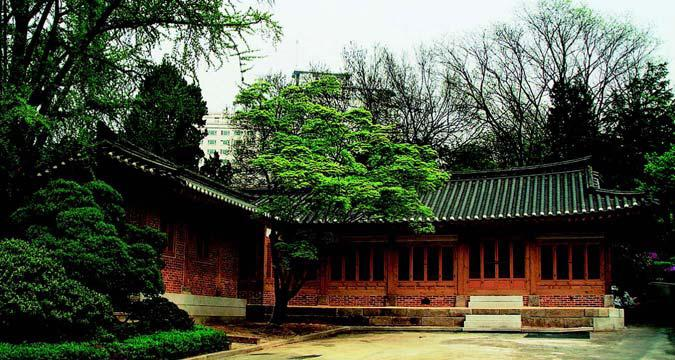
美國公使館

美國駐大韓帝國公使館是美国在朝鲜王朝及大韓帝國設置的公使馆，位於現大韩民国首爾特別市中區貞洞，2001年4月6日以「美國公使館」（：／ Miguk Gongsagwan）之名獲指定為首爾特別市有形文化財第132號。

## 歷史

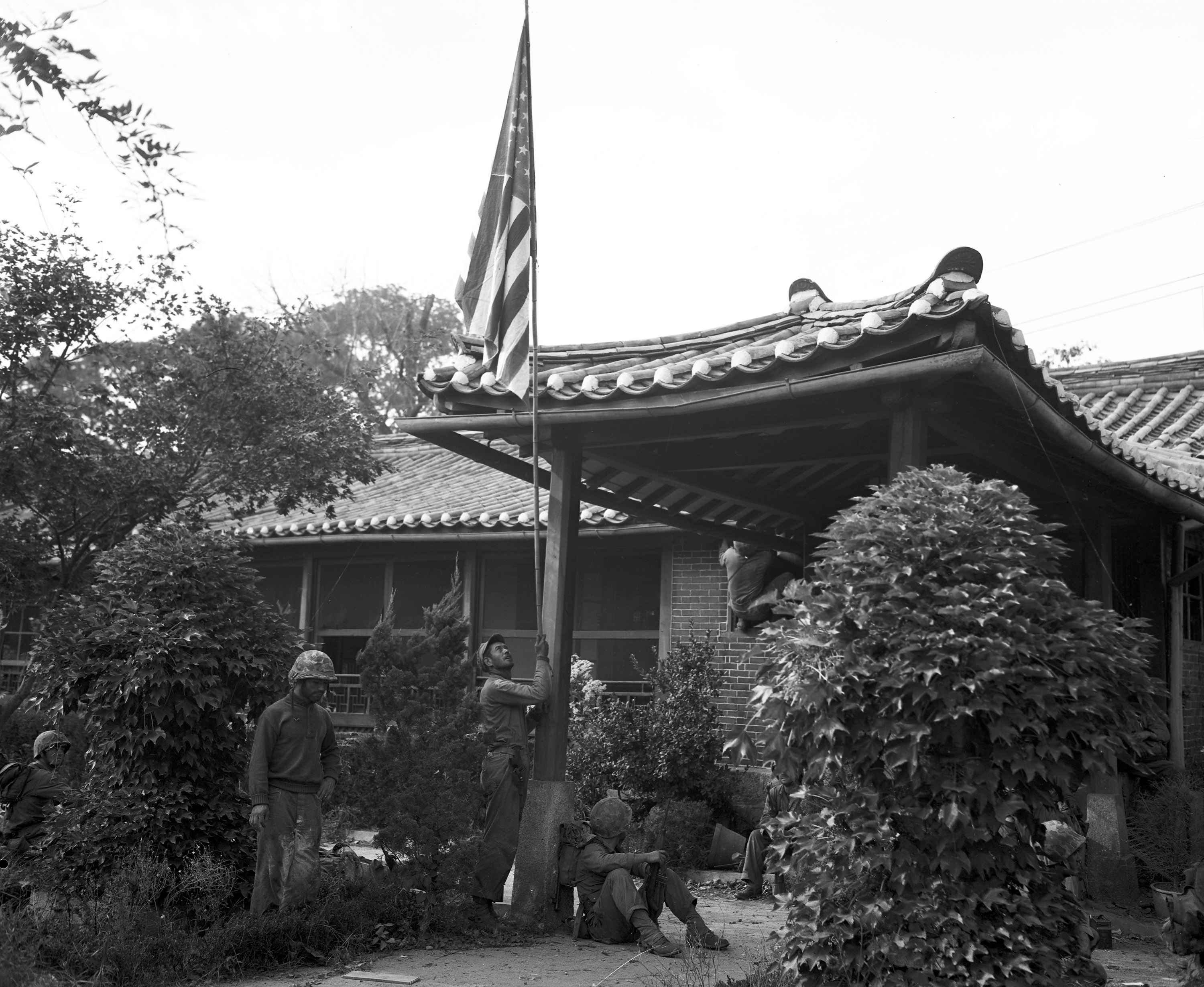
第二次漢城戰役中，美軍在館舍舉行收復儀式，並升起國旗

美國公使館館舍位於現大韓民國首爾特別市中區貞洞，據稱建於1883年以前。館舍最初為傳統韓屋，後於1900年左右經部分修整，內部亦有更新。之後走廊部分成為現狀。
1882年5月《朝美修好通商条约》簽署後，盧修斯·富特前往朝鮮，自1883年5月起在漢城府擔任公使。最初朝鮮政府給富特的住所是緊鄰德壽宮西側閔啓鎬與閔泳綺住所。富特以2,200美元買下住所及其週圍屋舍，之後表示「帽子會碰到天花板」，要求美國政府給錢修建美國建築。然而美國國務卿沒有給錢，表示「知道朝鮮人不在室內戴帽」，於是富特只好繼續使用韓屋，一棟作為公使館，另一棟作為公使館邸家。
館舍是建於首爾的首棟外國建築，現今很大程度上保留1883年時面貌。